# ビジネス・エネルギー・産業戦略省
ビジネス・エネルギー・産業戦略省（ビジネス・エネルギー・さんぎょうせんりゃくしょう、英語: Department for Business, Energy and Industrial Strategy, BEIS）は、過去に存在したイギリスの行政機関。テリーザ・メイが2016年7月14日に首相に任命されたのを受けて、ビジネス・イノベーション・技能省とエネルギー・気候変動省が統合された結果、創設された。2023年2月7日、エネルギー安全保障・ネットゼロ省（Department for Energy Security and Net Zero）、商務貿易省（Department for Business and Trade）、科学・技術・イノベーション省（Department for Science, Innovation and Technology）に分割再編され廃止された。

## 所管分野
BEISは、イギリス政府により策定される政策のうち、以下の分野について所管する。
- ビジネスの規制及び支援
- 気候変動政策
- 会社法
- 競争
- 消費者行政
- コーポレート・ガバナンス
- エネルギー政策
- 労使関係 (Industrial relations)
- 輸出認可
- イノベーション
- 債務超過
- 知的財産
- 宇宙空間
- 郵便事業
- 広域的・地域的な経済発展
- 科学および研究